# شفت (مهندسی عمران)

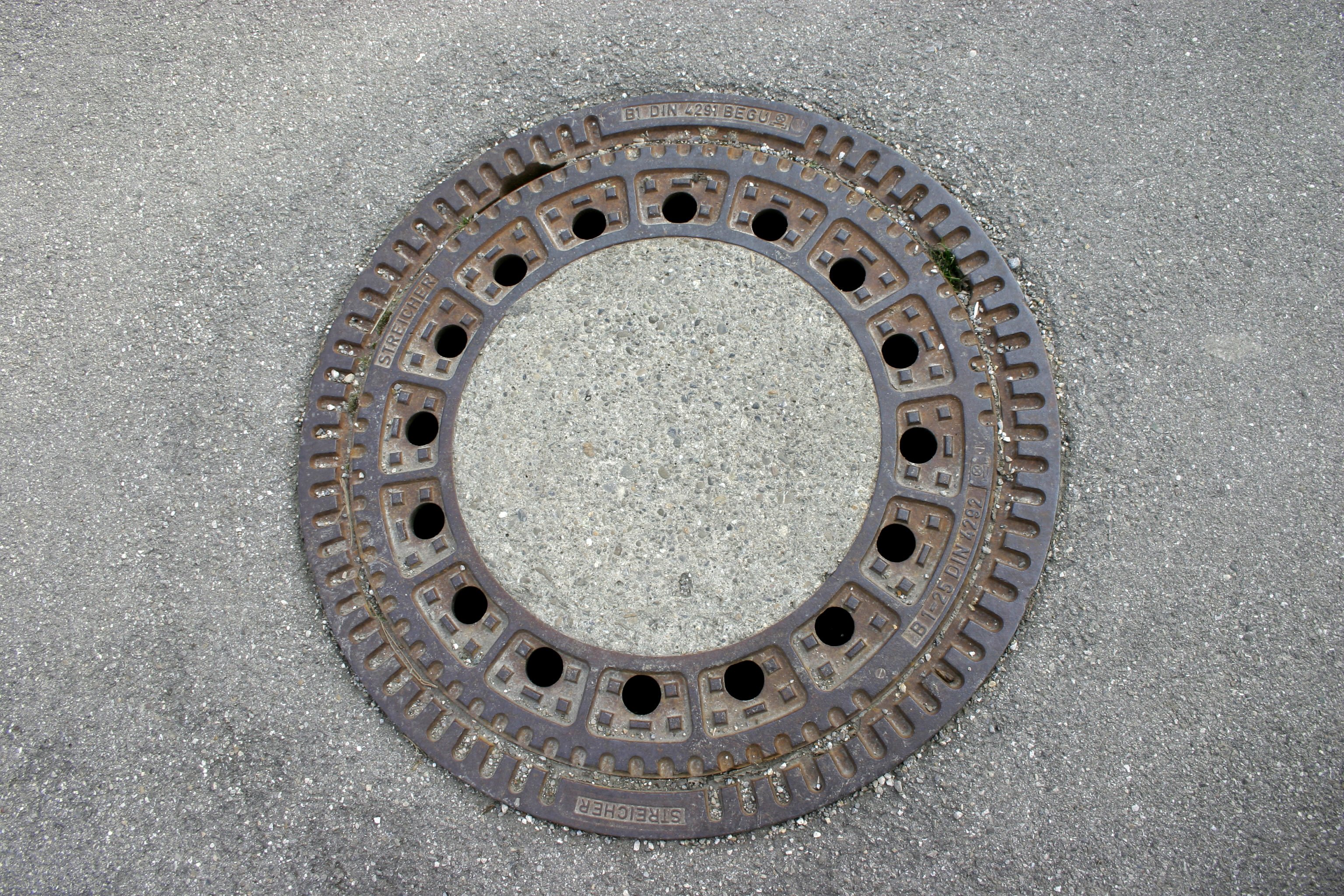
نمای بیرونی از شفت

شَفت در مهندسی عمران، یک گذرگاه عمودی یا شیب دار زیرزمینی است. شفت‌ها بنا به دلایلی ساخته می‌شوند. از جمله:
- برای احداث یک تونل
- برای تهویه یک تونل یا سازه زیرزمینی
- به عنوان یک شفت قطره‌ای برای تونل آب یا فاضلاب
- برای دسترسی به یک تونل یا سازه زیرزمینی

## روش ساخت
چندین روش برای ساختن یک شفت به کار می‌رود. مهم‌ترین آن‌ها عبارتند از:
- استفاده از شمع‌های ورقه‌ای، دیوارهای دیافراگم (میان‌پرده) یا شمع‌های سوراخ‌شده برای ساخت یک شفت حایل مربع یا مستطیل
- استفاده از پوشش قطعه‌قطعه نصب شده در زیربنا یا حفاری کیسون برای احداث یک شفت دایره‌ای
- حفاری پیش‌رونده با یک شاتکریت مدور یا پوشش بیضی‌شکل
- حفاری پیش‌رونده پشتیبانی شده با شاتکریت، پیچ و مهره سنگی، کابل لنگر و قطعات فولادی

شفت‌ها را می‌توان در محیط‌های خشک یا در برخی روش‌ها همچون روش کیسون در محیط‌های مرطوب نیز حفاری کرد. حفاری یک شفت در محیط خشک، به این معنی است که آب‌هایی که به محل حفاری راه می‌یابند، به وسیله پمپ به محل مطمئنی که مشکلی ایجاد نکند یا به پایین شفت منتقل می‌شوند. در حفاری شفت در محیط مرطوب نیز عبور سیل و طغیان رودخانه از میان شفت مجاز است که لجن‌های قسمت زیر آب شفت نیز توسط بیل حفاری جرثقیل‌ها به بیرون منتقل می‌شوند. روش‌های حفاری مشابه دیگری نیز برای این منظور وجود دارند. به خاطر این که آب‌گرفتگی شفت، پوشش آن نباید در سطحی که حفاری انجام می‌گیرد، نصب شود. در نتیجه، این روش تنها در جایی مناسب است که پوشش شفت، قبل از فرورفتن آن در آب نصب شود (همچون استفاده از شمع‌های ورقه‌ای) یا در جایی که پوشش شفت، همراه با آن به زیر آب برده شود. برای مثال، در روش کیسون به این ترتیب عمل می‌شود.